# Fuzhou (Jiangxi)
| 抚州市 Fŭzhōu Shì  | 抚州市 Fŭzhōu Shì       |
| ------------------ | ----------------------- |
| Karten             |                         |
| Basisdaten         |                         |
| Staat              | Volksrepublik China     |
| Provinz            | Jiangxi                 |
| Verwaltungstyp     | Bezirksfreie Stadt      |
| Koordinaten        | 27° 59′ N, 116° 21′ O   |
| Höhe               | 41 m ü. NN              |
| Fläche             | 18.820 km²              |
| Einwohner          | 3.614.866 (Zensus 2020) |
| Bevölkerungsdichte | 192 Einwohner/km²       |
| Bürgermeister      | Xie Yisen               |

Fuzhou (chinesisch 撫州市 / 抚州市, Pinyin Fǔzhōu Shì) ist eine bezirksfreie Stadt in der Provinz Jiangxi, Volksrepublik China. Die Stadt ist auch unter ihrem früheren Namen Linchuan bekannt.
Fuzhou befindet sich südlich der Provinzhauptstadt Nanchang. Die Fläche der Stadt beträgt 18.820 Quadratkilometer und die Einwohnerzahl 3.614.866 (Stand: Zensus 2020). Die Bevölkerungsdichte liegt bei 192 Einwohnern pro Quadratkilometer. In dem eigentlichen städtischen Siedlungsgebiet von Fuzhou leben 670.000 Menschen (Stand: Ende 2018).
Das frühere Linchuan ist historisch bedeutend, da es die Heimatstadt bekannter Persönlichkeiten war. Dazu gehören vor allem
- Wang Anshi, ein reformistischer Staatsmann der Song-Dynastie,
- Zeng Gong, ein einflussreicher Wissenschaftler und Historiker der Song-Dynastie, und
- Tang Xianzu, ein berühmter Dramatiker der Ming-Dynastie.

Wichtige Industriezweige in der Region sind die Lebensmittel-, Textil- und Automobilindustrie.

## Administrative Gliederung
Fuzhou gliedert sich in zwei Stadtbezirke und neun Kreise. Diese sind (Stand: Zensus 2010).:
- Stadtbezirk Linchuan (临川区), 2.121 km², 1.089.888 Einwohner;
- Stadtbezirk Dongxiang (东乡区), 1.262 km², 438.319 Einwohner;
- Kreis Nancheng (南城县), 1.698 km², 306.236 Einwohner;
- Kreis Nanfeng (南丰县), 1.911 km², 287.932 Einwohner;
- Kreis Lichuan (黎川县), 1.729 km², 230.086 Einwohner;
- Kreis Chongren (崇仁县), 1.520 km², 347.837 Einwohner;
- Kreis Le’an (乐安县), 2.413 km², 345.766 Einwohner;
- Kreis Yihuang (宜黄县), 1.945 km², 224.039 Einwohner;
- Kreis Jinxi (金溪县), 1.358 km², 294.826 Einwohner;
- Kreis Zixi (资溪县), 1.251 km², 111.983 Einwohner;
- Kreis Guangchang (广昌县), 1.612 km², 235.395 Einwohner.